# Lagostomus maximus maximus
Lagostomus maximus maximus es la subespecie típica de la única especie viviente del género Lagostomus: Lagostomus maximus, un roedor social de hábitos cavícolas de la familia de las chinchillas, el cual es denominado comúnmente vizcacha común, vizcacha de las llanuras o vizcacha de las pampas. Esta subespecie se distribuye en el centro del Cono Sur de Sudamérica.

## Taxonomía
Al ser este taxón una subespecie típica, su ejemplar tipo fue descrito originalmente como especie en el año 1817 por el zoólogo y escritor francés Anselme Gaëtan Desmarest, bajo la combinación científica de Dipus maximus.
En 1910, el mastozoólogo británico Michael Rogers Oldfield Thomas le otorga su combinación final: Lagostomus maximus maximus.
Localidad tipo
La localidad tipo es desconocida. El taxón es el resultado de una observación y descripción hecha por M. de Blainville, ocurrida en 1814 y basada en un animal vivo, mantenido en Inglaterra; se informó que el ejemplar provenía de “Nouvelle- Hollande” [= Java (Indonesia)]. Se cree que posiblemente habría sido obtenido en realidad en las pampas de Buenos Aires, en el centro-este de la Argentina, por lo cual esta última fue la localidad tipo designada.
Etimología
Etimológicamente, el término subespecífico maximus deriva de igual término específico; es una palabra en latín que significa ‘superlativo’ o ‘el más grande’, refiriéndose al tamaño de este animal con respecto a otros miembros de la familia de las chinchillas.

## Distribución
Esta subespecie se distribuye de manera endémica en la región pampeana y en el área central de la Argentina. 
Posee poblaciones a ambos lados del río Paraná; al oeste del citado río su primitiva distribución cubría todo el norte y centro de Buenos Aires, la Ciudad Autónoma de Buenos Aires, el centro y este de Córdoba, el sur, centro y nordeste de Santa Fe, el nordeste de La Pampa y centro-este de San Luis. Pertenecerían también a esta especie poblaciones localizadas más hacia el poniente, en el resto de San Luis y nordeste de Mendoza.
Al este del Paraná se distribuye en la región mesopotámica, en las provincias de Corrientes (centro y todo el sur) y Entre Ríos (toda la provincia). En esta última provincia las poblaciones viven hasta las mismas barrancas que bordean al río Uruguay, siendo detenidas por el cauce de este río, ya que, si bien que les resulta una barrera completamente infranqueable.
Su introducción en el Uruguay
En el año 1889 fue introducida en el noroeste del Uruguay, específicamente en la localidad de Belén, departamento de Salto (zona limítrofe con el departamento de Artigas), En ese país, en el cual nunca habitó naturalmente, la especie encontró un hábitat propicio, por lo que pronto se expandió, cubriendo el interfluvio limitado por el arroyo Yacuy por el norte y el río Arapey por el sur, calculándose que para el año 1920 las vizcachas uruguayas ya sumaban unas 2000, causando importantes daños. Como resultado de una decidida reacción gubernamental, se logró eliminarla por completo para el año 1922, siendo este un caso testigo a nivel mundial en la lucha contra las especies introducidas, pues es muy poco frecuente que los planes de control se hagan en tiempo y forma, o que resulten efectivos.

## Características
Esta subespecie fue definida sobre la base de diferencias en el color del pelaje, la morfología del cráneo y la anchura de los incisivos.
Lagostomus maximus maximus es un taxón de gran tamaño, aunque un poco menor que L. maximus immollis. Los forámenes palatales son claramente menos amplios (menos de 3,4 mm en L. m. maximus, más de 3,6 mm en L. m. immollis); forámenes incisivos comúnmente ausentes (siempre presentes y de 1,6 mm de ancho o más en L. m. immollis. Su cráneo es del mismo tamaño que el de L. maximus petilidens pero se distingue por presentar los incisivos más gruesos.
Exhibe una cabeza proporcionalmente grande, achatada, hocico abultado de extremo chato, largos bigotes y pequeñas orejas. A ambos lados de su rostro exhibe 2 características fajas negras longitudinales. El pelaje del cuerpo presenta un patrón cromático dorsal dominado por el gris, con tono amarronado. La densidad del pelaje es mucho mayor que en L. maximus immollis, especialmente en la grupa, donde presenta pelos de casi 30 mm de longitud. Ventralmente es de color blanco. 
Posee patas cortas, provistas de fuertes uñas, ya que son empleadas para cavar su madriguera. La cola es relativamente corta, desprendiéndose fácilmente cuando un predador intenta capturar al animal asiéndolo por ella.
El tamaño varía entre los sexos, siendo el peso de las hembras de hasta 4,5 kg y el de los machos viejos mucho mayor (hasta 9 kg); estos son denominados localmente “vizcachones”. Excepcionalmente pueden llegar a pesar 13,5 kg.

## Historia natural
Hábitat
Esta subespecie vive en altitudes comprendidas entre el nivel marino y aproximadamente los 1000 m s. n. m. (en las laderas orientales de las sierras Grandes de Córdoba). Sus hábitats característicos siempre poseen un perfil superior de tierra firme, no inundable, y fácil de cavar. Puede ser completamente carente de vegetación arbórea o poseer árboles de hojas minúsculas y que crecen espaciados entre sí, a una suficiente distancia para permitir que pueda crecer un tapiz de pasto, el cual servirá de alimento a estos roedores.  
Hábitos
Este roedor social posee hábitos diurnos cavícolas y actividad externa nocturna. Durante el día se mantienen dentro de las galerías de sus madrigueras comunales (horadadas en la tierra por ellas mismas), conocidas popularmente como “vizcacheras”. El conjunto integrado por varias de estas es denominado “vizcacheral”. La vizcachera se la distingue por su boca de diámetro amplio, que se abre en medio de un terreno artificialmente sobre elevado y absolutamente carente de vegetación, presentando superficies con tierra desnuda, generalmente de color claro, en razón de poseer mayor contenido de arcillas por provenir de capas no superficiales. En derredor de la boca las vizcachas van acumulando ramas, pajas, rocas, toscas, bosta, huesos, alambres o cualquier objetivo que les llame la atención. En un amplio terreno alrededor de las vizcacheras el pasto permanece muy corto (a causa del ramoneo constante de estos roedores) y carente de arbustos o pasto densos, ya que podrían ser utilizados por sus predadores para ocultarse y así poder capturarlas. Durante el invierno no hibernan, continúan con su actividad propia del resto del año. La misma vizcachera es un refugio no solo contra sus predadores sino que también las mantiene protegidas de los rigores de los extremos térmicos.
La vizcachera puede presentar una única boca o varias. Si no hay una capa rocosa próxima a la superficie, el sistema subterráneo puede alcanzar una profundidad de 2 o 3 metros y un diámetro (con eje en la boca) de 30 a 40 m. Las galerías desembocan en cámaras más amplias donde los animales duermen, dan a luz, etc. Al ser el medio donde están construidas no muy firme, los tramos donde la distancia entre el techo de la galería y la superficie es de pocos centímetros se vuelven un peligro para los caballos al galope y sus jinetes, pues su peso provoca el sorpresivo derrumbe y el consiguiente y peligroso revuelco.   
Salen a la superficie al atardecer; primero se asoma el “vizcachón” (macho grande y dominante), el cual verifica que no haya ninguna amenaza; solo después comienzan a salir los integrantes del resto del grupo. Ante el menor peligro, como respuesta a una señal acústica de alarma impartida por el centinela, todas emprenden veloz carrera hacia la cueva, donde permanecerán hasta que el riesgo haya pasado.
El “vizcachón” es la máxima jerarquía dentro del ordenamiento que se establece en el sistema social de los ejemplares que habitan en una vizcachera. También cada una de ellas puede contar con la presencia de uno o dos machos más (subordinados al dominante), y siempre lo integrarán varias hembras emparentadas, con sus crías de distintas edades.
Reproducción
La hembra entra en estro cada otoño. Durante la primavera, luego de una gestación de entre 144 y 166 días, pare una camada que generalmente es de 2 crías, las que pesan casi 200 g y serán amamantadas durante 3 semanas. A los 8 meses y medio de edad, la hembra ya está madura sexualmente; el macho alcanza su madurez sexual recién a la edad de 15 meses, momento en que su peso ronda los 5 kg.
Dieta y depredadores
Se alimenta solamente de vegetales, con mayor énfasis en las gramíneas, atacando también a los cultivos. 
Entre sus predadores se encontrarían el puma (Puma concolor), varias especies de zorros y grandes aves rapaces como el águila coronada (Harpyhaliaetus coronatus) y otras de hábitos nocturnos, en especial el ñacurutú (Bubo virginianus nacurutu).
Importancia ecológica
Este animal destaca por sus interacciones biológicas, puesto que, al ser un ingeniero ecológico, altera drásticamente los ambientes donde vive, permitiendo que ciertos animales se vean beneficiados y otras especies en cambio se perjudiquen.
El pasto muy corto con sectores de tierra desnuda beneficia a algunos reptiles que para poder mantener poblaciones en zonas relativamente frías deben contar con áreas donde el sol impacte sobre el suelo. En otros casos el pasto corto beneficia a especies de paseriformes caminadores, que no pueden explotar las zonas con pastos altos.
Pero su mayor utilidad se encuentra en los sistemas de cuevas que construye los que, en especial al ser abandonados, sirven como guarida para numerosas especies de animales, como zorros, zorrinos, hurones, comadrejas overas, pequeños felinos, grandes lagartos overos, lagartijas, culebras, batracios, etc. De este prolífico elenco zoológico destaca particularmente la lechucita de las vizcacheras (Athene cunicularia).

## Conservación
La vizcacha de la pampa húmeda fue una importante pieza de caza para los indígenas que vivieron en la región, especialmente para proveerse de proteínas.
Es intensamente capturada por los humanos por varias razones: para aprovechar su carne (especialmente en preparados “en escabeche”), para comercializar su piel en la industria peletera así como por considerársela pieza de caza deportiva.
Pero la mayor causa de sus capturas es por la relación conflictiva que este roedor entabla con los productores agropecuarios. Al atacar los cultivos, fue declarada oficialmente plaga agrícola por el Ministerio de Agricultura de la Argentina en el año 1905 por el artículo 2 de la Ley de Defensa agrícola n° 4863, reglamentada por su aplicación por decreto del 15 de octubre de 1907, determinándose que el combate a este animal sea obligatorio para todos los propietarios de campos.
Como resultado de más de un siglo de la aplicación de esta política, muchas de sus poblaciones se han perdido, en especial las que se encontraban en zonas con gran aptitud agropecuaria. Fue erradicada por completo de todo el nordeste y centro de Buenos Aires, en regiones donde durante el siglo XIX los naturalistas y viajeros la encontraron muy abundante. 
Solo se mantienen en zonas económicamente marginales, en especial donde solo se practica ganadería extensiva de cría. El problema es que en la geonemia de esta subespecie, el mayor limitante agropecuario que hace que esta última actividad sea el recurso económico obligado, es el anegamiento frecuente, precisamente el tipo de hábitat incompatible para mantener poblaciones de vizcachas. 
A esto se agrega que un aumento en la carga ganadera repercute directamente en las poblaciones de este taxón, en razón del ámbito acotado en que puede pastorear.
Por todos estos inconvenientes, esta subespecie sufre de extinciones generales en vastas zonas de la pampa húmeda, a las que se suman también extinciones locales por causas que aún no son comprendidas totalmente, inclusive en superficies bajo estricta protección, como ha ocurrido en el parque nacional El Palmar. Podrían deberse a brotes de enfermedades que en poco tiempo diezman poblaciones enteras, lo que regula su población, compensando así la falta de limitantes naturales al haberse eliminado a sus principales predadores. Es por esta razón que científicos y hasta cazadores deportivos han recomendado mayor protección para este animal.